# Клод Ріф
Клод Ріф (нім. Claude Ryf, нар. 18 березня 1957, Лозанна) — швейцарський футболіст, що грав на позиції захисника за клуби «Лозанна» та «Ксамакс», а також національну збірну Швейцарії. По завершенні ігрової кар'єри — тренер. Працює з юнацькими збірними Швейцарії.

## Клубна кар'єра
У дорослому футболі дебютував 1978 року виступами за «Лозанну», в якій провів сім сезонів.
1985 року перейшов до клубу «Ксамакс», за який відіграв шість сезонів. Завершив професійну кар'єру футболіста виступами за команду «Ксамакс» у 1991 році. За цей період своєї кар'єри двічі, у 1987 і 1988 роках, ставав чемпіоном Швейцарії.

## Виступи за збірну
1986 року дебютував в офіційних матчах у складі національної збірної Швейцарії.
Загалом протягом чотирирічної кар'єри у національній команді провів у її формі 13 матчів.

## Кар'єра тренера
Розпочав тренерську кар'єру невдовзі по завершенні кар'єри гравця, 1992 року, очоливши тренерський штаб клубу «Етуаль Каруж», де пропрацював до 1995 року. Протягом наступного десятиріччя активно працював у швейцарському клубному футболі, змінивши за цей час декілька команд.
2006 року розпочав співпрацю зі Швейцарською футбольною асоціацією, прийнявши пропозицію очолити тренерський штаб збірної Швейцарії (U-20). Відтоді працює з юнацькими збірними командами країни різних вікових категорій.

## Титули і досягнення
- Чемпіон Швейцарії (2):

«Ксамакс»: 1986–1987, 1987–1988